# Libreria Editrice Vaticana
Libreria Editrice Vaticana (з італ. Ватиканське видавництво, лат. Officina libraria editoria Vaticana, скорочено LEV) — видавництво, засноване Святим Престолом у 1926 році. Відповідає за публікацію офіційних документів Римо-католицької церкви, до яких переважно належать папські булли та енцикліки, а також велика кількість досліджень і наукових праць експертів або консультантів для роботи папських комісій, які можуть розповсюджуватися всередині Церкви на обмеженій або конфіденційній основі.